# گامبیت (فیلم در دست ساخت)
گامبیت (انگلیسی: Gambit) یک فیلم ابرقهرمانی در دست ساخت بر پایه شخصیتی به همین نام در مارول کامیکس است. گامبیت به عنوان چهاردهمین بخش از مردان ایکس در نظر گرفته شده‌است. این فیلم نوشته جاشوآ زتومر است که بر پایه داستانی از شخصیت‌ساز آن کریس کلیرمونت به وجود آمده‌است. چنینگ تیتوم به عنوان بازیگر این شخصیت در فیلم بازی خواهد کرد.